# 嚴明 (1905年)
严明（1905年—1948年3月1日 †），别号果人，湖南祁阳人，中华民国军事人物。

## 生平
1923年冬从军，在湘军第一师第二旅第三团任文书。考入黃埔陸軍軍官學校第四期步兵科。中央军官训练团将校班第六期。历任国民革命军第一军第一师排长、连长，第二十二师营长，（第一军改第一师后）第三团第八营副营长，第一师补充旅第二团团长，第二师补充旅副旅长等职。
抗日战争期间，历任第一军第一师第二旅旅长、副师长。1939年8月以第二十六补充兵训练处所属之第三、四、八、十等4个补充团在陕西武功改编成立预备第七师师长，驻甘肃固原。该师1944年5月入新疆，师部驻迪化老满城，第十九团进驻迪化，第二十团进驻焉耆，第二十一团进驻伊犁。1944年4月15日任第一军副军长。1945年1月9日出任第九十军军长，率部参加豫西鄂北会战，1945年6月28日晋升少将。1946年第二次國共內戰爆发，第九十军改为整编第九十师后任师长，率部进攻中原突围李先念部。1948年3月宜瓦戰役於瓦子街遇解放軍西北野戰軍伏击，自殺殉國。蒋介石到西安视察，带胡宗南等到翠华山祭奠严明。1948年5月7日严明被追赠为陆军中将。1949年1月19日严明被追赠陆军上将。